# جوزيف كولين
جوزيف كولين (بالإنجليزية: Joseph Cullen)‏ هو سياسي أسترالي، ولد في 1 فبراير 1849، وتوفي في 31 مارس 1917. حزبياً، نشط في حزب التجارة الحرة. وقد انتخب عضو الجمعية التشريعية نيو ساوث ويلز.
1. 1 2 3   https://www.parliament.nsw.gov.au/members/formermembers/Pages/former-member-details.aspx?pk=921. اطلع عليه بتاريخ 2021-04-19. {{استشهاد ويب}}: |url= بحاجة لعنوان (مساعدة) والوسيط |title= غير موجود أو فارغ (من ويكي بيانات) (مساعدة)